# دلگرخان
شهرستان دِلگِرخان (به زبان مغولی: Дэлгэрхаан сум، [Delgerxaan sum]؛ ᠳᠡᠯᠭᠡᠷ ᠬᠠᠭᠠᠨ ᠰᠤᠮᠤ، [delger qaɣan sumu]) یک شهرستان (سُوم) در مغولستان است که در استان توف واقع شده‌است.

## تقسیمات اداری
شهرستان دِلگِرخان متشکل از ۳ قصبه (باغ) می‌باشد، شامل:
- تارغان (مغولی: Тарган баг، [Targan bag]؛ ᠲᠠᠷᠭᠤᠨ ᠪᠠᠭ، [tarɣun baɣ])
- دافست (مغولی: Давст баг، [Davst bag]؛ ᠳᠠᠪᠤᠰᠤᠲᠤ ᠪᠠᠭ، [dabusutu baɣ])
- دوت‌خوریمت (مغولی: Дуут-Хуримт баг، [Duut-Xurimt bag]؛ ᠳᠠᠭᠤᠲᠤ ᠬᠤᠷᠢᠮᠲᠤ ᠪᠠᠭ، [daɣutu qurimtu baɣ])